# Trebatice
Trebatice (in ungherese Vágterbete) è un comune della Slovacchia facente parte del distretto di Piešťany, nella regione di Trnava.